# Windows Insider
 (octobre 2017).

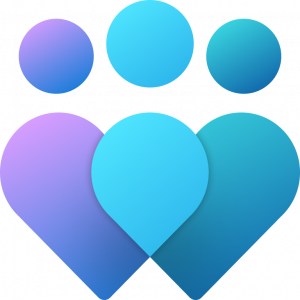
Logotype de Windows Insider depuis le 3 février 2022.

Windows Insider est un programme de test logiciel ouvert par Microsoft qui permet aux utilisateurs qui possèdent une licence valide de Windows 10 ou Windows Server 2016 de s'inscrire pour les versions préliminaires du système d'exploitation précédemment seulement accessible aux développeurs. Il a été annoncé le 30 septembre 2014 avec Windows 10. 
En septembre 2015, plus de 7 millions de personnes ont participé au programme Windows Insider. Le 12 février 2015, Microsoft a commencé à tester des aperçus de Windows 10 Mobile. Microsoft a annoncé que le programme Windows Insider continuerait au-delà de la version officielle de Windows 10 pour les mises à jour futures.
Dona Sarkar est à la tête du programme Windows Insider. Similaire au programme Windows Insider, les équipes Microsoft Office, Bing, Xbox et Visual Studio ont mis en place leurs propres programmes Insider.

## Histoire
Microsoft a initialement lancé Windows Insider pour les testeurs d'entreprise et le « techniquement capable » de tester de nouvelles fonctionnalités de développement et de recueillir des commentaires pour améliorer les fonctionnalités intégrées dans Windows 10. Au moment du lancement officiel de Windows 10 pour PC, un total de 5 millions de volontaires étaient enregistrés sur Windows 10 et Windows 10 Mobile. Ils ont également été parmi les premiers à recevoir la mise à jour officielle de Windows 10.
Avec la sortie de Windows 10, l'application Windows Insider a été fusionnée avec l'application Paramètres. Cela a rendu la possibilité d'installer Windows Insider aperçu crée une fonctionnalité en option qui pourrait être accessible directement à partir de Windows 10.
En mai 2017, Microsoft a annoncé que le programme s'étendrait à Windows Server 2016. La première version d'Insider pour ce système d'exploitation a été publiée le 13 juillet 2017.